# Traité de Sofia (19 août 1914)
Le traité de Sofia du 19 août 1914 est un accord bilatéral entre le Royaume de Bulgarie et l'empire ottoman. Les deux monarchies, ayant proclamé leur neutralité dans la guerre européenne qui débute, concluent par ce traité une alliance défensive. 